# Râul Padina lui Călineț
Râul Padina lui Călineț este un afluent al râului Bârsa. 

## Hărți
- Harta Județului Brașov
- Harta Munților Piatra Craiului  Arhivat în 27 mai 2008, la Wayback Machine.